# Петрунь Федір Євстафійович
Федір Євстафійович Петрунь (1894–1963) — географ, історик, бібліограф, педагог.

## Життєпис
Ф. Є Петрунь народився 17 лютого 1894 року в селі Устя на Ольгопольського повіту Поділлія у родині писаря.
Середню освіту отримав у 3-й Одеській гімназії. У 1915—1919 роках навчався на історико-філологічному факультеті Новоросійського університету. Найбільший вплив на становлення його наукових інтересів мали історик, професор Є. П. Трифільєв та географ, професор Г. І. Танфільєв. З 1919 року вчителював у школах Одеси. У 1921 році розпочалася його науково- педагогічна діяльність. В 1921—1925 роках викладав в Одеському інституті народної освіти (ОІНО): читав курси історії економічного розвитку України, історії матеріальної культури, а у 1923—1929 роках — ще й в Одеському інституті народного господарства: курс економічної географії України. В ОІНО був завідувачем Музею витончених мистецтв. Був співробітником Центральної наукової бібліотеки Вищої школи Одеси, Археологічного інституту. В цей час молодий науковець захопився проблемами історичної картографії
Брав активну участь у науковому житті: був членом Одеської комісії краєзнавства ВУАН, Одеського наукового товариства при ВУАН, вченим секретарем Одеського відділу Всеукраїнської наукової асоціації сходознавства (ВУНАС)., входив до складу комісії Укрнауки з вивчення українсько-турецьких взаємин. Брав участь у роботі 1-ї конференції наукових бібліотек в Україні, 1-го українського бібліотечного з'їзду, 1-му та 2-му з'їзді сходознавців України, 17-му з'їзді орієнталістів в Оксфорді.
У 1929—1931 перебував під арештом. У 1932—1933 роках працював науковим співробітником Українського науково-дослідного інституту гідротехніки і меліорації і викладачем Одеського інженерно-меліоративного інституту. З 1933 року вів педагогічну та наукову діяльність в Одеському педагогічному інституті, де він створив зразковий географічний кабінет з унікальними картами. атласами, цінними книгами.
В 1941 році почав працювати в Одеському державному університеті. Під час війни Одеський університет був евакуйований спершу в Майкоп, а потім — в Байрам-Алі. У Майкопі Ф. Є. Петрунь став виконувати обов'язки завідувача кафедри фізичної географії, а згодом ще й метрології, гідрології і картографії. Написав в евакуації 3 томи (до 100 друкованих аркушів) історії географії України. На жаль, під час війни було втрачено картографічне (близько 200 старих карт й їх копій) зібрання вченого.
8 липня 1944 р. в Байрам-Алі на Вченій раді університету Ф. Є. Петрунь захистив дисертацію «Шляхи та підступи до Дністра. Нариси з історії російської географії другої половини XVIII столяття» на здобуття наукового ступеня кандидата географічних наук. (Докторська дисертація «Географія лісового покриву південного лісостепу Правобережної України в історичні часи» не була захищена).
В 1944—1952 роках був деканом географічного факультету Одеського державного університету імені І. І. Мечникова.
Помер в 1963 році в м. Одеса.
У науковій бібліотеці Одеського національного університету зберігається іменний фонд Ф. Є. Петруня, який налічує близбко 3500 книг, брошур, атласів із географії, історії, картографії, геології, геодезії тощо.

## Наукова діяльність
Наукова спадщина вченорго нараховує приблизно 150 праць, більша частина з яких залишилась у рукописах. Зокрема, він не встиг видати фундаментальний атлас України XVII століття з історичними коментарями. Був чи не унікальним в одеській історіографії представником своєрідного історико-географічного напряму в історичних дослідженнях. Його праці були надзвичайно важливими для простежування змін геополітичного становища Південної України, локалізації старовинних поселень, встановлення дат заснування міст та сіл регіону.
Головними джерелами були старовинні мапи та схеми, багато з яких він ґрунтовно дослідив в архівах України та Росії. Однак також велику увагу він приділяв актовому матеріалу, зокрема, ярликам кримських ханів. Вправне володіння іконографічним, текстологічним порівняльним аналізом дозволило скоригувати думки низки дослідників, уточнити важливі факти з історії Південної України, зокрема, про локалізацію старовинних торговельних шляхів, кордони Кримського ханства та Великого князівства Литовського, Речі Посполитої. До того ж дослідник сам склав низку історико-географічних мап південноукраїнського регіону. Велику вагу для сучасних дискусій про долю попередника Одеси Качибея-Хаджибея мала розвідка «Качибей на старинних картах» (1928 р.). Досліджував діяльність славіста В. І. Григоровича.

## Праці
- Петрунь Ф. Е. К вопросу об источниках «Большого Чертежа» // Журнал научно-исследовательских кафедр в Одессе. — 1924. — Т. 1, № 7. — С. 37-43.
- Петрунь Ф. Е. Центральная научно-учебная библиотека гор. Одессы // Библиотечное обозрение. — 1925. — Кн. 1. — С. 107—108.
- Петрунь Ф. О. Степове Побужжя в господарськім та військовім укладі Українського пограниччя: замітки до Бронєвського та Боплана // Журнал научно-исследовательских кафедр в Одессе. — 1926. — Т. 2 (рік вид. 2), № 2. — С. 91-103.
- Петрунь Ф. Московські переробки західньо-європейських мап (Правобережжя в Московській мапографії)// Ювілейний збірник на пошану акад. Д. І. Багалія з нагоди сімдесятої річниці життя та п'ятдесятих роковин наукової діяльності. — К., 1927. — Т. 1. — С. 625—635.
- Петрунь Ф. Е. Качибей на старинних картах — Одесса, 1928. — С. 191—198. — Окр. відб.: «Записки общества естествоиспытателей», 1928, т. 44.
- Петрунь Ф. О. Мапа шляхів України першої половини ХІХ стол. : пояснювальні замітки / Федір Євстафійович Петрунь // Зап. Одес. ін-ту нар. господарства. — 1928. — Т. 1 : господарство та право. — С. 91-94, 1 арк. мапи.
- Петрунь Ф. Нове про татарську старовину Бозько-Дністрянського степу / Федір Євстафійович Петрунь. — [1928]. — С. 155—175. — Окр. відб.: «Східний світ», 1928, № 6.
- Петрунь Ф. Східня межа Великого князівства Литовського в 30-х роках XV сторіччя (з картою) / Федір Євстафійович Петрунь. — [1928]. — С. 165—168. — Окр. відб.: «Збірник історично-філологічного відділу Української Академії наук», 1928, № 76, ч. 1.
- Петрунь Ф. Ханські ярлики на українській землі (до питання про татарську Україну) // Східний світ. — 1928, № 2. — С. 170—185.

- Петрунь Ф. О. Ханські ярлики на українські землі: до питання про татарську Україну — Східний світ, 1993 р., № 2, с. 133—143.

- Петрунь Ф. З історії збирання рукописів на Балканському півострові: до 80-ліття «Очерка путешествия по Европейской Турции», В. Григоровича (Казань, 1848)// Бібліологічні вісті = Bibliologische Mitteilungen. — 1929. — № 2/3 — С. 36-47.
- Петрунь Ф. Е. К библиографии печатных трудов В. И. Григоровича — [1929]. — С. 337—345. — Окр. відб.: «Известия по русскому языку и словесности Академии наук СССР», 1929, Т. 2, вып. 1.
- Петрунь Ф. Є. Розшукування з поля мапографії по архівах та книгосховищах Москви, Ленінграду та Сімферополя / Федір Євстафійович Петрунь // Україна: наук. журн. українознавства при ВУАН. — К., 1929. — Кн. 37 (жовт.-листоп.). — С. 163—166.
- Петрунь Ф. Старовинні шляхи Одещини: історично-топографічна довідка// Вісник Одеської комісії краєзнавства при Українській Академії наук = Nachrichten der Odessaer Kommission für Landeskunde an der Ukrainischen Akademie der Wissenschaften. — 1929. — Ч. 4-5 : Секція соціяльно-історична. — С. 32-43.
- Петрунь Ф. Є. Український відділ Одеської Центральної Наукової Бібліотеки// Журнал бібліотекознавства та бібліографії. — К., 1929. — № 3. — С. 117—118.
- Петрунь Ф. Одеська державна бібліотека// Записки Українського бібліографічного товариства в Одесі. — 1930. — Ч. 4. — С. 94-97.
- Українська Наукова Асоціяція Сходознавства: Одеська філія. 1926—1930 / [упоряд. Ф. Є. Петрунь]. — Одеса: Чорноморська комуна, 1930. — 26 с.
- Петрунь Ф. Е. Пути и подступы к Днестру: очерки по истории русской географии 2-ой пол. XIX ст. (в связи с военными операциями русских войск, дипломатическими сношениями и колонизационной деятельностью русского правительства): Дис. … канд. геогр. наук / Одес. гос. ун-т, г. Байрам-Али. — 1944. — Т. 1-2.
- Петрунь Ф. О. М. В. Ломоносов і географічне вивчення України // Наукова сесія, присвячена ХХХ роковинам Великої Жовтневої соціалістичної революції: тези доповідей — Одеса, 1947. — С. 114—116.
- Петрунь Ф. Е. Границы распространения лесной растительности на территории нынешней Одесской области по первым русским картам // Массивное лесоразведение и выращивание посадочного материала: Труды Республиканской конференции по вопросам развития степного лесоразведения в Украинской ССР. — Киев, 1952. — С. 39-44.
- Петрунь Ф. Е. Роль русских ученых в географическом изучении Украины // Труды Одесского государственного университета: юбилейный сборник, посвященный 300-летию воссоединения Украины с Россией. — Одесса, 1954. — С. 131—149.
- Петрунь Ф. Е. Физико-географические особенности (зональные черты природы) приморья Одесской области: памяти профессора Гавриила Ивановича Танфильева (1928–5-IX–1953)// Труды Одесского государственного университета. Т. 2 : сборник геолого-географического факультетата. — Киев, 1954. — С. 287—305.
- Петрунь Ф. Е. Первые русские карты окрестностей нынешней Одессы и их физико-географическое содержание // Труды Одесского государственного университета. — Т. 145, вып. 3 : Геологические и географические науки.– 1955. — С. 141—149.
- Петрунь Ф. Е. Методическое письмо о системе географического вузовского образования. — Одесса, 1956. — 19 с.
- Петрунь Ф. Є. Науки фізико-географічного циклу в Одеському університеті за 90 років // Праці Одеського державного університету.– Т. 147, вип. 4 : Геологічні та географічні науки. — 1957. — С. 27-33.
- Петрунь Ф. Є. Південна межа лісової рослинності у межиріччі Прут–Дністр // Праці Одеського державного університету. — Т. 147, вип. 5 : Геологічні та географічні науки. — 1957. — С. 79-85.
- Петрунь Ф. Е. Некоторые теоретические и практические выводы по физико-географическому районированию Правобережной лесостепи и степи УССР. — [Одесса, 1960]. — С. 113—115. — Окр. відб.: «Научный ежегодник Одесского государственного университета им. И. И. Мечникова», 1960, вып. 2 : Географический факультет, кафедра физической географии.
- Петрунь Ф. Е. Физико-географическое районирование юго-запада УССР в работах кафедры физической географии Одесского государственного университета им. И. И. Мечникова. — [Одесса, 1960]. — С. 109—112. — Окр. відб.: «Научный ежегодник Одесского государственного университета им. И. И. Мечникова», 1960, вып. 2 : Географический факультет, кафедра физической географии.
- Петрунь Ф. Е. Тектонико-эрозивные гряды Правобережья УССР и размещение лесного покрова. — [Харьков, 1961]. — С. 51-52. — Окр. відб.: «Природные ресурсы Левобережной Украины и их использование: материалы межвед. науч. конф.», Харьков, 1961, т. 2.
- Петрунь Ф. Е. Новые и неиспользованные в науке материалы об южной границе лесов Правобережья Украины: междуречье Южный Буг-Днепр. — С. 107—126. — Окр. відб.: «Труды ОГУ», 1962, т. 152, вып. 9 : Геол. и геогр науки.